# اشکنوئیه علیا
اشکنوئیه علیا، روستایی از توابع بخش رابر شهرستان بافت در استان کرمان ایران است.

## جمعیت
این روستا در دهستان هنزا قرار دارد و براساس سرشماری مرکز آمار ایران درسال 1403
، جمعیت آن  255 نفر (45خانوار) بوده‌است.